# Hyperolius orkarkarri
Hyperolius orkarkarri là một loài ếch thuộc họ Hyperoliidae.
Đây là loài đặc hữu của Tanzania.
Môi trường sống tự nhiên của chúng là xavan khô, đầm nước ngọt có nước theo mùa, và vùng nhiều đá.